# Hof ten Rode

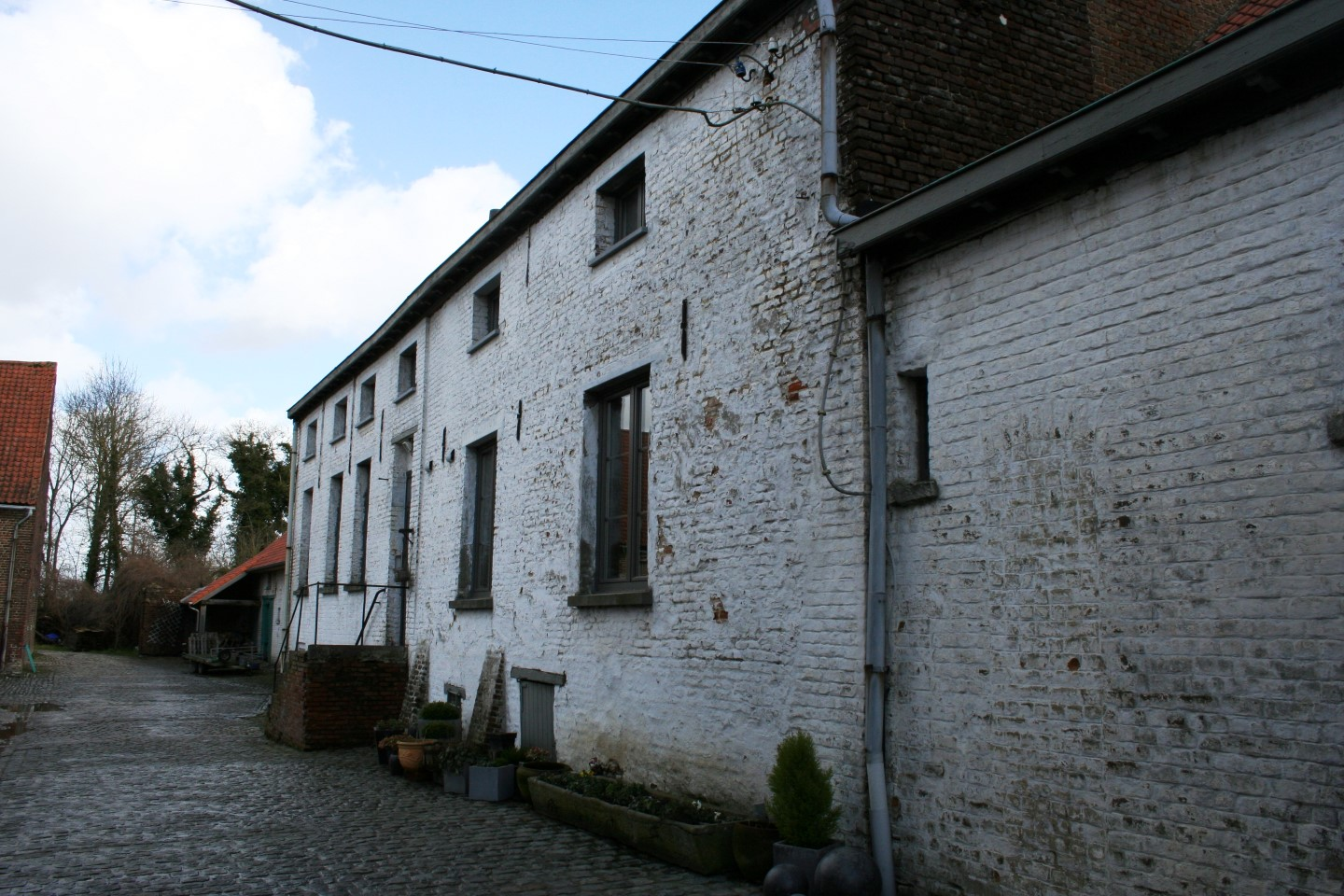
Hof ten Rode

Het Hof ten Rode of Hof te Steenbrugge is een historisch hoevecomplex in de tot de Vlaams-Brabantse gemeente Meise behorende plaats Sint-Brixius-Rode, gelegen aan de Potaardestraat 2, 2A.

## Geschiedenis
Hier zou in de 13e eeuw een burcht zijn gebouwd voor de heren van Grimbergen. Oorspronkelijk een verdedigingswerk zou het later een buitenplaats zijn. Het complex had een achtvormige omgrachting met in het zuidoosten een opperhof en in het noordwesten een neerhof. Het opperhof was een mottekasteel.
Het mottekasteel zou pas omstreeks 1800 verdwenen zijn, maar is op de Ferrariskaarten (1770-1778) al niet meer aangegeven. De omgrachting van dit kasteel is echter bewaard gebleven.
Een groot deel van de 19e eeuw was het goed eigendom van de familie De Merode. Omstreeks 1880 werden de gebouwen van het neerhof vervangen door een nieuwe boerderij. Er ontstond een geheel van in carré opgestelde gebouwen. Daartoe behoren twee woonhuizen, enkele dienstgebouwen en een langsschuur waarin begin 20e eeuw ook een rosmolen aanwezig zou zijn geweest die een dorsmachine aandreef.